# أتلتيكو مدريد موسم 2009–10
كان موسم 2009–10 هو الموسم الـ104 في تاريخ أتلتيكو مدريد والموسم الـ73 في الدوري الإسباني، الدرجة الأولى لكرة القدم الإسبانية. وهي تغطي الفترة من 1 يوليو 2009 إلى 30 يونيو 2010.
أنقذ أتلتيكو مدريد موسمًا مخيبًا للآمال إلى حد كبير، وذلك بفضل النهضة المتأخرة التي أسفرت عن فوزه بلقب الدوري الأوروبي، بعد فوزه 2–1 في النهائي على فولهام. خلال مجريات البطولة، تغلب أتلتيكو على ليفربول وآخرين، بفضل موهبة دييغو فورلان التهديفية. وسجل فورلان هدف الفوز خارج الأرض ضد ليفربول في الوقت الإضافي خلال الدور نصف النهائي، بالإضافة إلى هدفين ضد فولهام، مما أدى إلى هدف الفوز الآخر في الوقت الإضافي.
وفي مباراة أخرى، وصل أتلتيكو إلى نهائي كأس ملك إسبانيا، حيث خسر أمام إشبيلية. ومع ذلك، كان أداء الفريق في الدوري ودوري أبطال أوروبا مخيبا للآمال، حيث لم يفز بأي مباراة في دوري الأبطال، وانتهى الأمر فقط في النصف العلوي من الدوري.